# Yves Mersch
Yves Mersch (Luxemburg, 1 oktober 1949) is een Luxemburgse jurist, advocaat en centraal bankier, die sinds de oprichting van dit instituut in 1998 gouverneur is van de Centrale Bank van Luxemburg. In die hoedanigheid heeft hij ook zitting in de bestuursvergadering en bestuursraad van de Europese Centrale Bank.
Mersch studeerde internationaal recht aan de Universiteit van Parijs. In Luxemburg was hij een tijd lang advocaat. Hij is getrouwd en heeft twee kinderen.
Op de Europese Top van november 2012 te Brussel werd Mersch in de zeskoppige directie van de ECB benoemd. Hij is de opvolger van de Spaanse centrale bankier José Manuel González Páramo, die op 1 juni 2012 statutair terugtrad. De reden dat de benoeming van Mersch zo lang op zich liet wachten, was in eerste instantie dat hij geen Zuid-Europeaan was. Later nam het Europees Parlement een motie aan waarin werd aangedrongen op de benoeming van een vrouw, een kwalificatie waaraan Mersch niet aan kan voldoen. Op de top van 22-23 november 2012 werd de beslissing genomen deze  motie van het Europees Parlement verder te negeren. 

## Voetnoten
1. 1 2  Central Bank of Luxembourg Biografie van Yves Mersch in het Engels.
2. ↑  Yves Mersch nieuwe directeur bij ECB[dode link]